# Basta! (coalición)
BASTA! fue una coalición política en Portugal, de ideología populista de derecha, formada por los partidos políticos Chega!, el Partido Popular Monárquico, y el Partido Ciudadanía y Democracia Cristiana. El movimiento Democracia 21 también formó parte de la coalición en las elecciones europeas, pero decidió renunciar poco después de la propuesta del PPV/CDC de revocar la ley del aborto.
La coalición se formó para participar en las elecciones europeas de 2019, uniéndose a varias formaciones de la derecha política portuguesa. La coalición encarnaba la amplia gama de ideologías defendidas por los diferentes partidos que la componen: el conservadurismo defendido por todos, el populismo y el nacionalismo del partido Chega, el monarquismo del Partido Popular Monárquico, la democracia cristiana del Partido Ciudadanía y Democracia Cristiana y el liberalismo económico defendido por el movimiento político Democracia 21.

## Historia
Los planes para la coalición comenzaron en marzo de 2019 cuando el partido Chega no fue aprobado en el Tribunal Constitucional de Portugal. André Ventura quería participar en las elecciones europeas y, como pensaba que el partido no sería aprobado antes de las elecciones, tuvo la idea de unirse al Partido Popular Monárquico y al Partido Ciudadanía y Democracia Cristiana para ser capaz de participar en las elecciones europeas.
Mientras tanto, Chega fue aprobado como partido político. El 1 de abril de 2019, los partidos pidieron por primera vez al Tribunal Constitucional que se unieran en una sola lista bajo el nombre de Chega (otra forma de decir "Suficiente", sinónimo de Basta). Dicha coalición fue rechazada por la Corte porque no podía llevar el mismo nombre que uno de sus partidos miembros. Se presentó un nombre ligeramente diferente, Coligação Chega ("Coalición Suficiente"), pero también fue rechazado por la misma razón. La siguiente propuesta, Europa Chega (literalmente "Europa Suficiente"; para que tenga algún significado como "Suficiente Europa" o "Suficiente, Europa" debería ser "Chega de Europa" y "Europa, Chega", respectivamente), presentado el 10 de abril, también fue rechazado, por el mismo problema.
El 12 de abril, Ventura admitió que ya no sería el líder de la coalición si fuera rechazado una vez más por el Tribunal Constitucional. Finalmente, se aprobó la Coligação Basta (Coalición Suficiente; Basta es solo otra forma de decir "Suficiente").
En las elecciones europeas, Basta! totalizó 49 496 votos y un 1.49% del total de votos. Por lo tanto, creció un 0,58% en comparación con la fusión de los valores obtenidos por el Partido Popular Monárquico y el Partido de Ciudadanía y Democracia Cristiana en las elecciones europeas de 2014.
El movimiento Democracia 21 dejó la coalición por diferencias ideológicas el 18 de junio de 2019.
Poco después la coalición sería finalmente disuelta y sus partidos miembros se presentaron por separado en las elecciones parlamentarias de 2019. En dichos comicios, Chega! lograría elegir como diputado a Ventura.

## Partidos miembros
| Partido/movimiento                        | Abreviatura | Líder                     | Ideología              |
| ----------------------------------------- | ----------- | ------------------------- | ---------------------- |
| CHEGA!                                    | CH!         | André Ventura             | Nacionalismo portugués |
| Partido Popular Monárquico                | PPM         | Gonçalo da Câmara Pereira | Monarquismo            |
| Partido Ciudadanía y Democracia Cristiana | PPV/CDC     | Manuel Matias             | Democracia cristiana   |

## Resultados electorales

### Elecciones europeas
| Año  | Votos  | %    | ±    | Escaños | ±           |
| ---- | ------ | ---- | ---- | ------- | ----------- |
| 2019 | 49.496 | 1,49 | 0,58 | 0       | Sin cambios |